# 魔力月光
是一部2014年上映的美国浪漫喜剧电影。该片由伍迪·艾伦编剧和执导，这也是伍迪·艾伦执导的第44部电影。《魔幻月光》讲述一个发生在法国南部海岸上流社会的爱情故事。影片由科林·费尔斯、艾玛·斯通、哈米什·林克莱特、马西娅·盖伊·哈登、杰姬·韦弗、埃丽卡·李尔森、西蒙·麦克伯尼、艾琳·阿特金斯主演。影片于2014年7月25日在北美上映，由索尼经典电影发行。

## 演员
| 演員                               | 角色             |
| 科林·费尔斯 Colin Firth            | Stanley Crawford |
| 艾玛·斯通 Emma Stone               | Sophie Baker     |
| 哈米什·林克莱特 Hamish Linklater   | Brice            |
| 马西娅·盖伊·哈登 Marcia Gay Harden | Mrs. Baker       |
| 賈姬·威佛 Jacki Weaver             | Grace            |
| 埃丽卡·李尔森 Erica Leerhsen       | Caroline         |
| 艾琳·阿特金斯 Eileen Atkins        | Aunt Vanessa     |
| 西蒙·麦克伯尼 Simon McBurney       | Howard Burkan    |

## 制作和发行
2013年4月艾玛·斯通确定出演《魔力月光》。同年7月，杰姬·韦弗、哈登和哈米什·林克莱特悉数加盟，导演伍迪·艾伦在法国尼斯取景拍摄。伍迪·艾伦于2013年10月25日透露影片片名为《魔力月光》。